# География Саудовской Аравии
Саудовская Аравия расположена в Юго-Западной Азии и является одной из крупнейших стран данного региона. Саудовская Аравия граничит с Персидским заливом и Красным морем. Страна граничит с Катаром, Йеменом, ОАЭ, Кувейтом, Ираком, Оманом и Иорданией. Саудовская Аравия вследствие своего расположения богата на нефтяные ресурсы и экспортирует их через Суэцкий канал и Персидский залив. Королевство занимает 80 % всего Аравийского полуострова. Точные границы между Саудовской Аравией и Оманом не установлены, и таким образом установить точный размер страны невозможно. Однако Правительство королевства даёт оценку в 2 217 949 км². Другие оценки, даваемые сторонними силами, колеблются от 2 149 690 км² к 2 240 000 км². Менее 1 % областей пригодны для культивирования, они расположены вблизи крупных городов восточных и западных прибрежных областей и оазисов. Всю остальную часть королевства занимают пустыни, сменяемые в некоторых местах предгорьями и горами средней высоты (до 3 133 м) на западе полуострова.

## Пограничье
Саудовская Аравия граничит с семью странами и тремя водными объектами. На западе залив Акаба и Красное море формируют прибрежную границу длиной фактически 1800 км. Граница длится на юг до границ с Йеменом и затем сворачивает на северо-восток к городу Наджран. Эта граница была установлена ещё в 1934 году и является одной из немногих чётко установленных границ Саудовской Аравии. Неразграниченная область стала проблемой в 1990-х. В этом районе были обнаружены залежи нефти, и в 1992 году Саудовская Аравия воспрепятствовала добыче залежей нефти западными компаниями от имени Йемена. Летом того же года делегации Саудовской Аравии и Йемена встретились в Женеве для урегулирования проблем с границами. На севере Саудовская Аравия граничит с Иорданией, Ираком и Кувейтом. Северная граница длится почти 1400 км от залива Акаба до порта Рас-эль-Хафджи в Персидском заливе. В 1965 году Саудовская Аравия уступила часть своих земель Иордании, что позволило Иордании несколько увеличить область вблизи её единственного порта — Акабы.
В 1922 году Абд Аль Азиз и Абд Рахман Аль Сауд  вкупе с британцами, представлявшими интересы Ирака, подписали Мохамарское соглашение, которое установило чёткую границу между Ираком и Саудовской Аравией. В том же году Аль Укарское соглашение установило существование ромбовидной зоны площадью 7000 км2 между Саудовской Аравией, Ираком и Кувейтом. Соглашение было заключено для того, чтобы сохранить самобытность бедуинов обеих стран. В мае 1938 года Ирак и «Аравия» подписали соглашение об изменениях в администрировании «нейтральной зоны». 43 года спустя, в 1981 году, Нейтральная зона была распущена.

## Водные ресурсы
Почти вся Саудовская Аравия не имеет постоянных рек или водных источников, временные потоки образуются только после интенсивных дождей. Особенно обильны они на востоке, в Эль-Хасе, где много родников, орошающих оазисы. Грунтовые воды часто располагаются близко к поверхности и под руслами вади. Решение проблемы водоснабжения осуществляется посредством развития предприятий по опреснению морской воды, созданием глубоких колодцев и артезианских скважин.

## Климатические условия
Климат на севере — субтропический, на юге — тропический, резко континентальный, сухой. Лето очень жаркое, зима теплая. Средняя температура июля в Эр-Рияде колеблется от 26 °С до 42 °С, в январе — от 8 °С до 21 °С, абсолютный максимум 48 °С, на юге страны до 54 °С. В горах зимой иногда наблюдаются минусовые температуры и снег. Среднегодовая норма осадков около 70-100 мм (в центральных районах максимум весной, на севере — зимой, на юге — летом); в горах до 400 мм в год. В пустыне Руб-эль-Хали и некоторых других районах в отдельные годы дожди не выпадают совсем. Для пустынь характерны сезонные ветра. Жаркие и сухие южные ветра самум и хамсин весной и в начале лета часто вызывают песчаные бури, зимний северный ветер шемаль приносит похолодание. В пустынях Саудовской Аравии резкие перепады температур. С середины апреля до середины октября дневная температура около 45 °C или выше в зависимости от региона страны. Зимой (с декабря по январь) здесь довольно прохладно — около 15 °C, а центральных пустынных областях ещё холоднее по ночам. На побережье регулярно проходят дожди, но в столице Эр-Рияде дождей практически не бывает.

## Флора
Растительный мир преимущественно пустынный и полупустынный. На песках местами произрастают белый саксаул, верблюжья колючка, на хамадах — лишайники, на лавовых полях — полынь, астрагал, по руслам вади — одиночные тополя, акации, а в более засоленных местах — тамариск; по побережьям и солончакам — галофитные кустарники. Значительная часть песчаных и каменистых пустынь почти полностью лишены растительного покрова. Весной и во влажные годы в составе растительности усиливается роль эфемеров. В горах Асира — участки саванн, где произрастают акации, дикие маслины, миндаль. В оазисах — рощи финиковых пальм, цитрусовых, бананов, зерновые и огородные культуры.

## Фауна
Животный мир довольно разнообразен: антилопы, в том числе возвращённый в природу аравийский орикс, газели, даманы, волк, шакал, гиена, фенек, каракал, нубийский горный козёл, дикий осел, онагр, заяц. Много грызунов (песчанки, суслики, тушканчики и др.) и пресмыкающихся (змеи, ящерицы, черепахи). Среди птиц — орлы, коршуны, грифы, соколы-сапсаны, дрофы, жаворонки, рябки, перепела, голуби. Береговые низменности служат очагом размножения саранчи. В Красном море и Персидском заливе более 2000 видов кораллов (особенно ценится черный коралл). Около 3 % площади страны занимают 10 охраняемых территорий. В середине 1980-х правительство организовало Национальный парк Асир, где сохраняются такие почти исчезнувшие виды диких животных, как аравийский орикс (сернобык) и нубийский горный козел.

### Вымершие животные
Животные, обитавшие на территории современной Саудовской Аравии в историческом прошлом: сирийский кулан (вымер полностью), азиатский лев, азиатский гепард (больше не встречаются в Саудовской Аравии и на всём Аравийском полуострове). Например, в одном из хадисов Муватты имама Малика говорится, что мусульманские паломники должны остерегаться асада (льва), фахда (гепарда) и некоторых других животных. Последние известные гепарды в стране были убиты недалеко от Хаиля в 1973 году. Лев вымер в середине XIX века.
В пустыне Нефуд обнаружен приблизительно 325-тысячелетний бивень палеолоксодона, который обитал на плодородных равнинах на месте современной пустыни. Около 120 тысяч лет назад в Саудовской Аравии одновременно с людьми обитали не только верблюды, но и буйволы и древние слоны, более крупные, чем современные виды.